# Pulped: 1983-1992
Pulped: 1983-1992 es una caja recopilatoria lanzado por la banda Pulp, lanzado el 31 de mayo de 1999, bajo el sello Cooking Vinyl.
Incluye los tres primeros discos de la banda, más un compilatorio que incluye los sencillos con sus respectivos lados B. Todo este material estaba bajo el sello Fire Records.

## Lista de canciones[1]

### Disco 1:It
1. "My Lighthouse" - 3:30
2. "Wishful Thinking" - 4:17
3. "Joking Aside" - 4:20
4. "Boats and Trains" - 1:34
5. "Blue Girls" - 5:56
6. "Love Love" - 3:09
7. "In Many Ways" - 2:46
8. "Looking for Life" - 5:27

### Disco 2:Freaks
1. "Fairground" – 5:07
2. "I Want You" – 4:42
3. "Being Followed Home" – 6:03
4. "Master of the Universe" – 3:22
5. "Life Must Be So Wonderful" – 3:59
6. "There's No Emotion" – 4:28
7. "Anorexic Beauty" – 2:59
8. "The Never-Ending Story" – 3:01
9. "Don't You Know" – 4:09
10. "They Suffocate at Night" – 6:17

### Disco 3:Separations
1. "Love Is Blind" – 5:45
2. "Don't You Want Me Anymore?" – 3:52
3. "She's Dead" – 5:09
4. "Separations" – 4:45
5. "Down by the River" – 3:39
6. "Countdown" – 5:07
7. "My Legendary Girlfriend" – 6:51
8. "Death II" – 5:36
9. "This House Is Condemned" – 7:52

### Disco 4:Masters of the Universe
1. "Little Girl (With Blue Eyes)" – 3:28
2. "Simultaneous" – 4:09
3. "Blue Glow" – 3:06
4. "The Will to Power" – 3:25
5. "Dogs Are Everywhere" – 4:53
6. "The Mark of the Devil" – 4:36
7. "97 Lovers" – 4:30
8. "Aborigine" – 4:53
9. "Goodnight" – 5:08
10. "They Suffocate at Night" – 6:19
11. "Tunnel" – 8:13
12. "Master of the Universe" (versión censurada) – 3:23
13. "Manon" – 3:33